# Ausserberg
Ausserberg est une commune suisse du canton du Valais, située dans le demi-district de Rarogne occidental.

## Géographie

Photo aérienne historique de Werner Friedli de 1964.

Ausserberg se situe dans le demi-district de Rarogne occidental, dans le canton du Valais, sur le flanc nord de la vallée du Rhône, entre le Baltschiederbach et le Bietschhorn. Le village de Trogdorf, à 1 008 m d'altitude, se trouve centre du territoire communal.
Le territoire d'Ausserberg s'étend sur 14,9 km2. Lors du relevé de 2013-2018, les surfaces d'habitations et d'infrastructures représentaient 3,0 % de sa superficie, les surfaces agricoles 20,8 %, les surfaces boisées 46,8 % et les surfaces improductives 29,5 %.
Ausserberg se trouve sur la ligne Berne-Lötschberg-Simplon (gare depuis 1913) et sur le sentier pédestre de la rampe sud du Lötschberg.

## Toponymie
Le nom de la commune est attesté en 1378 comme « Leucrun », en 1401 « mons episcopi » (forme latine de « Bischofsberg ») et en 1523 « mons exterior » (forme latine de « Ausserberg »),. Le nom de 1401 est une référence aux possessions de l'évêque (en allemand : Bischof), le terme « Berg » indiquant l'altitude élevée du village.
Le nom se transforme en « Ausserberg » à la fin du XVe siècle. Le préfixe Ausser- remonte du moyen haut allemand « ūzer », en suisse allemand « usser » ou « äusser(er) », signifiant « situé à l'extérieur ». Ce nom est ainsi une référence au dispersement des habitations sur le territoire communal.

## Histoire
Quelques fermes isolées alémanes sont sans doute à l'origine d'Ausserberg, où l'évêque de Sion possède au Moyen Âge une partie de la justice et des droits féodaux. Certaines localités sont temporairement autonomes jusqu'à la concentration autour de Trogdorf, qui débute au XVIe siècle et s'achève en 1922 avec l'annexion de la commune de Gründen. Dépendant jadis de la paroisse de Rarogne, Ausserberg est rectorat dès 1815, paroisse dès 1867. La chapelle de 1853-1855 devient paroissiale en 1879. Jusqu'au XXe siècle, l'agriculture d'autosubsistance domine, alimentée par un important système d'irrigation. Depuis l'ouverture de l'usine Lonza à Viège et Lalden, de nombreux habitants sont ouvriers ou paysans-ouvriers (surtout éleveurs de moutons).

## Démographie

### Évolution de la population
Ausserberg compte 630 habitants au 31 décembre 2022 pour une densité de population de 42 hab/km2. Sur la période 2010-2019, sa population a diminué de −1,1 % (canton : 10,5 % ; Suisse : 9,4 %).  

### Pyramide des âges
En 2020, le taux de personnes de moins de 30 ans s'élève à 29,2 %, au-dessous de la valeur cantonale (31,7 %). Le taux de personnes de plus de 60 ans est quant à lui de 33,4 %, alors qu'il est de 26,6 % au niveau cantonal.
La même année, la commune compte 309 hommes pour 312 femmes, soit un taux de 49,8 % d'hommes, supérieur à celui du canton (49,6 %).
| Hommes | Classe d’âge | Femmes |
| ------ | ------------ | ------ |
| 0,3    | 90 ans ou +  | 2,9    |
| 10,7   | 75 à 89 ans  | 12,2   |
| 19,1   | 60 à 74 ans  | 21,5   |
| 24,3   | 45 à 59 ans  | 20,2   |
| 15,2   | 30 à 44 ans  | 15,4   |
| 19,4   | 15 à 29 ans  | 16,0   |
| 11,0   | - de 14 ans  | 11,9   |

| Hommes | Classe d’âge | Femmes |
| ------ | ------------ | ------ |
| 0,5    | 90 ans ou +  | 1,2    |
| 7,5    | 75 à 89 ans  | 9,4    |
| 16,8   | 60 à 74 ans  | 17,7   |
| 22,2   | 45 à 59 ans  | 21,7   |
| 20,3   | 30 à 44 ans  | 19,4   |
| 17,7   | 15 à 29 ans  | 16,6   |
| 14,9   | - de 14 ans  | 14,1   |

## Culture et patrimoine

### Patrimoine bâti
La maison communale date de 1645. La chapelle de la Sainte-Famille, aujourd'hui Saint-Joseph, est d'environ 1680.

### Héraldique
| Blason | Blasonnement : « D'azur à l'aigle bicéphale à demi-corps de sable, languée de gueules et une croix panée d'or cantonnée de quatre étoiles d'argent — la moitié supérieure brochant sur l'aigle — à demi chargée en pointe d'une étoile d'argent soutenue d'une terrasse mamelonnée de sinople. » |

Les armoiries d'Ausserberg sont attestées au XIXe siècle sur l'ancien maître-autel de l'église et sur des drapeaux communaux.